# 常斌
常斌（1969年10月—），男，四川平昌人，汉族，中国共产党党员。中华人民共和国政治人物。

## 生平
曾任重庆市铜梁区人民政府区长、重庆市沙坪坝区人民政府区长、重庆市住房和城乡建设委员会主任、中共重庆市渝北区委书记。2023年1月，任福建省政府副省长。2024年4月，转任中共河北省委常委、宣传部长。